# カイギュウランドたかさと
カイギュウランドたかさとは、 福島県喜多方市高郷町にある博物館形式の喜多方市化石資料館を中心とした複合体験交流館の愛称、公募で決定した。2010年7月17日に開館。名称は、この地で発見されたドゥシシレン属に属する新種の海牛目哺乳類「アイヅタカサトカイギュウ」に因んでいる。

## 概要
喜多方市高郷町（旧高郷村）は、古くから珪化木・貝類化石が多く産出する土地として江戸時代の会津藩士田村三省（たむらさんしょう）も「会津石譜」で紹介している。この地は2300万年前は深い海で、その後の地殻変動により徐々に浅くなり、入り江、汽水湖化し800万年前ころに陸地化したこと、その後も阿賀川という大河が流れつづけていたことなどの偶然が重なり多種多様な生物が生息していたとみられる。
1970年以降、クジラ、カイギュウ、サメの歯化石などが相次いで発見され、それらは高郷郷土資料館に収蔵されていた。その後塩坪橋の架け替え工事に際してもおびただしい数の化石が発見され、そこが手狭になったため閉校した小学校校舎の有効活用も含め、その展示の移転が検討され、教室の雰囲気を残したまま現在地に開所したもの。

## 詳細
1階は化石の展示を中心とした体験学習ゾーンがあり、2階は交流ゾーン・メモリアルゾーンにわかれている。1階の体験学習ゾーンはさらに5室にわかれている。
第1展示室（地層の部屋）
会津地方の地層と化石を含む代表的な地層の説明・展示。
第2展示室（貝類・サメ化石の部屋）
高郷化石まつりで発掘された貝類・サメの歯の展示。
第3展示室（クジラ化石の部屋）
ナガスクジラ、イマゴタリアを中心とした化石の展示、なおナガスクジラ化石は新種の可能性が高いとされる。
第4展示室（カイギュウ化石の部屋）
1980年以降発見されたドゥシシレン属のアイヅタカサトカイギュウ（福島県の天然記念物）を中心とし、18世紀に絶滅したステラーカイギュウについても説明している。
クリーニング室および屋外発掘体験コーナー
現在も続けられている化石のクリーニング作業と塩坪層発掘体験（要予約）もできる。

## 主な化石
- ツキガイモドキ、フリソデガイ、シラトリガイ、オウナガイ、ウバトリガイ、マメヒガイ、ウニなど
- 珪化木(ケイカボク)、葉、材など
- サメの歯、サカナの骨やウロコ、イマゴタリアなど

## アクセス
- JR磐越西線 荻野駅より南東へ約4 km、山都駅より南へ約5 km。平日は両駅よりAIオンデマンドバス「のるーと」が利用可能。
- JR只見線 会津坂下駅より北西に約10 km。平日は会津坂下町の市街地より路線バス「高郷・坂下ライン」も利用可能。